# Desperation
Stephen King's Desperation (en español: Desesperación) es una película para televisión de 2006 basada en la novela Desesperación de Stephen King, dirigida por Mick Garris y protagonizada por Ron Perlman como Collie Entragian, Tom Skerritt, Steven Weber y Annabeth Gish.

## Argumento
En un pueblo de Nevada llamado Desesperación, el sheriff Collie Entragian empieza a comportarse de una manera sumamente extraña, cometiendo inexplicables asesinatos y encarcelando inocentes sin una razón aparente. Un grupo de personas que accidentalmente transitaban por el lugar deberán descubrir el porqué de estos extraños sucesos y se enfrentarán a una fuerza maligna más allá de su entendimiento.

## Reparto

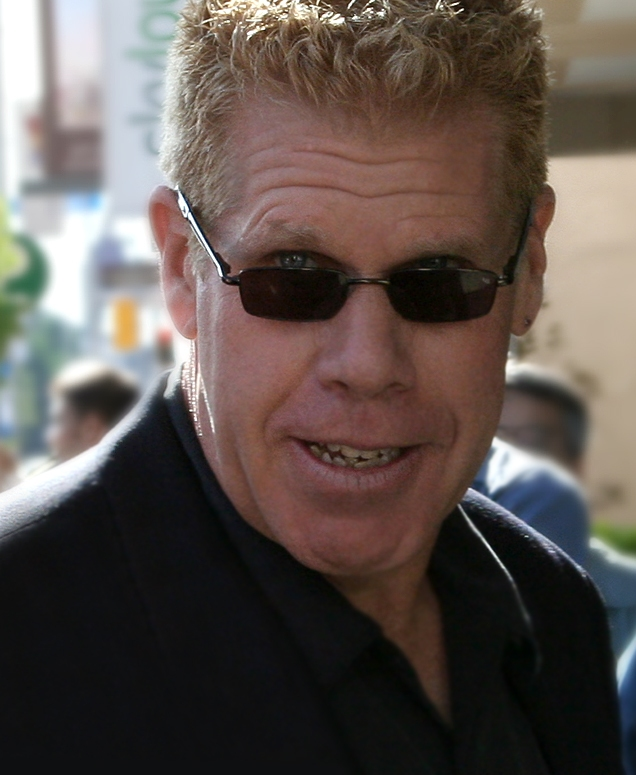
Ron Perlman interpreta al sheriff Collie Entragian

- Tom Skerritt como Johnny Marinville.
- Ron Perlman como Collie Entragian.
- Steven Weber como Steve Ames.
- Annabeth Gish como Mary Jackson.
- Charles Durning como Tom Billingsley.
- Shane Haboucha como David Carver.
- Matt Frewer como Ralph Carver.
- Kelly Overton como Cynthia Smith.
- Henry Thomas como Peter Jackson.
- Sylva Kelegian como Ellen Carver.
- Sammi Hanratty como Pie Carver.